# Богомольний Володимир Сергійович
Володимир Сергійович Богомольний (27 травня 1876, м. Полтава — 17 грудня 1923, с. Пивниці, Королівство Югославія) — начальник артилерії Південної групи Дієвої армії УНР.

## Життєпис
Закінчив Петровський Полтавський кадетський корпус, 2-ге військове Костянтинівське училище (1894), Офіцерську артилерійську школу закінчив на «успішно». Брав участь у російсько-японській війні. Станом на 1 січня 1910 року — капітан 31-ї артилерійської бригади (Білгород). З 31 серпня 1911 року — підполковник, командир батареї 5-го Сибірського мортирного артилерійського дивізіону, у складі якого брав участь у першій світовій війні. З 16 травня 1915 року — полковник. З 19 червня 1915 року — командир 34-го мортирного артилерійського дивізіону.
З 7 липня 1918 року — командир 2-го легкого гарматного полку Армії Української Держави. У січні 1919 року — помічник начальника артилерії Південно-Західного району Дієвої армії УНР. З 5 лютого 1919 року — начальник артилерії Південної групи Дієвої армії УНР. З 17 квітня 1919 року перебував у відпустці через хворобу. 1 травня 1919 року повернувся в Дієву армію УНР. 
На еміграції проживав у селі Пивниці (Королівство Югославія), де й помер 17 грудня 1923 року.